# Изониазид

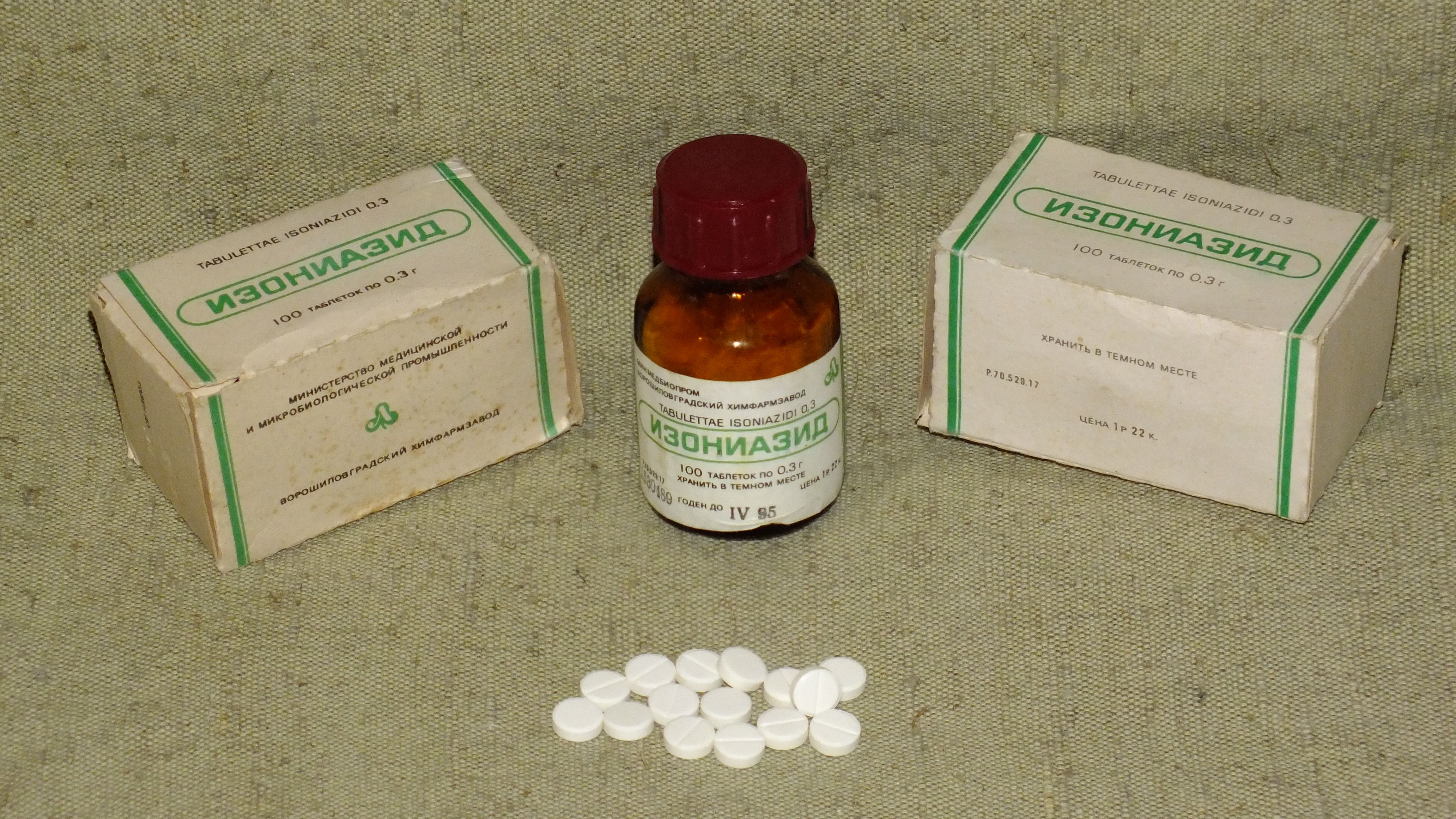
Изониазид в таблетках по 0,3 г

Изониази́д (тубази́д) — лекарственное средство, противотуберкулёзный препарат (ПТП), гидрази́д и́зоникоти́новой кислоты́ (ГИНК). Применяется для лечения туберкулёза всех форм локализации. 

## История
В 1912 г. ГИНК впервые был синтезирован  как химическая молекула. В 1949 г. А. Т. Качугиным был создан первый лекарственный препарат на его основе — тубазид, или изониазид. К сожалению, он не смог получить на своё изобретение авторского свидетельства из-за начавшейся травли и давления со стороны вышестоящих чинов в науке советской эпохи, поскольку ранее он был репрессирован. Эта разработка каким-то образом «всплыла» и активно развивалась на Западе.
Широкое клиническое применение препаратов ГИНК началось в 1952 году. Именно с 1952 г. в научной литературе появляется множество статей о тубазиде и его противотуберкулёзном действии, но не раньше. Хотя Герберт Фокс из компании Roche в 1952–1953 гг. написал серию обзорных статей, в которой рассказывается об исследованиях изониазида и его антимикобактериальной активности, проводимых им, — на самом деле ни в одной публикации чётко и достоверно не зафиксирован приоритет и авторство открытия антимикобактериальной активности изониазида. Взрыв публикационной активности выглядит достаточно спорным, поскольку началу клинических исследований в 1952 г. должно было предшествовать открытие уникального действия изониазида. Это справедливо потому, что в 1940-х гг. начинается активный поиск лекарств против туберкулёза.
Изониазид — самый эффективный из этих препаратов для лечения активного туберкулёза; его активность в отношении атипичных микобактерий сравнительно ниже.
В настоящее время изониазид входит в классификацию Международного союза по борьбе с туберкулёзом и, наряду с рифампицином, относится к препаратам первого ряда (то есть наиболее эффективным). Применяется в составе комбинированных схем лечения совместно со стрептомицином, рифампицином, пиразинамидом и этамбутолом.
В России препарат включён в перечень жизненно необходимых и важнейших лекарственных средств, цены на которые регулируются, чтобы препарат был доступен населению.

## Получение
Получают путём гидролиза 4-цианопиридина до амида изоникотиновой кислоты — предшественника гидразида изоникотиновой кислоты (изониазид):

## Фармакологические свойства
Механизм действия изониазида связан с угнетением синтеза миколевой кислоты в клеточной стенке Mycobacterium tuberculosis (МБТ). Действует бактерицидно на МБТ в стадии размножения и бактериостатически на покоящиеся МБТ. Обладает высокой эффективностью, но при монотерапии к нему быстро развивается резистентность.
Препарат хорошо всасывается в ЖКТ, терапевтические концентрации в крови достигаются через 1—2 часа после приёма. Метаболизируется в печени системой цитохрома P-450.
Обладает гепатотоксичностью, может вызвать изониазидный гепатит (в ряде случаев).

## Побочные действия
При применении изониазида и других препаратов этого ряда (фтивазида, метазида и других) могут наблюдаться головная боль, головокружение, тошнота, рвота, болевые ощущения в области сердца, кожные аллергические реакции. Возможны эйфория (беспричинное благодушное настроение), ухудшение сна, в редких случаях — развитие психоза, а также появление периферического неврита (воспаления периферических нервов) с возникновением атрофии мышц (уменьшения массы мышц с ослаблением их функции в результате нарушения питания мышечной ткани) и паралича конечностей. Иногда наблюдается лекарственный гепатит (воспаление печени, вызванное приёмом изониазида). Очень редко при лечении изониазидом у мужчин отмечаются гинекомастия (увеличение молочных желёз), у женщин — меноррагии (дисфункциональные маточные кровотечения). У больных эпилепсией могут учащаться припадки. Обычно при уменьшении дозы или временном перерыве в приёме препарата побочные явления проходят. Для уменьшения побочных явлений, помимо пиридоксина и глутаминовой кислоты, часто используются растворы тиамина — внутримышечно 1 мл 5%-го раствора тиамина хлорида или 1 мл 6%-го раствора тиамина бромида (при парестезиях — чувстве онемения в конечностях), атрифос.

## Противопоказания
Эпилепсия и склонность к судорожным припадкам, перенесённый ранее полиомиелит (инфекционное заболевание головного и спинного мозга), нарушения функций печени и почек, выраженный атеросклероз. Нельзя принимать изониазид в дозе свыше 10 мг/кг при беременности, лёгочно-сердечной недостаточности III стадии, гипертонической болезни II—III стадии, ишемической болезни сердца, распространённом атеросклерозе, заболеваниях нервной системы, бронхиальной астме, псориазе, экземе в фазе обострения, микседеме (резком угнетении функции щитовидной железы). Противопоказано внутривенное введение изониазида при флебитах (воспалении вен).

## Использование в ветеринарии
С осторожностью и в сочетании с этамбутолом изониазид может быть использован при лечении кожных форм туберкулёза у кошек и собак.
Изониазид использовался для лечения актиномикоза крупного рогатого скота, однако для лечения мясо-молочного скота применение препарата не разрешено. Препарат не эффективен для лечения хронического гранулёматозного энтерита крупного рогатого скота.

## Токсичность для животных
Многие животные обладают чувствительностью к изониазиду. Особенно чувствительны к нему псовые, в том числе собаки (LD50 50 мг/кг живого веса); они не в состоянии эффективно метаболизировать изониазид (из-за малой активности N-ацетилтрансферазы). Образование комплекса изониазид-пиридоксин приводит к недостаточности пиридоксина, снижению биосинтеза ГАМК и, вследствие этого, к гипогликемической коме и судорогам, от которых животное погибает. Изониазид включён Американским обществом по предотвращению жестокости к животным в список десяти наиболее опасных для домашних животных человеческих лекарств из-за его особой токсичности для собак. Наиболее частые случаи отравления связаны со случайным приёмом одной таблетки препарата. Известны случаи применения препарата в целях снижения численности бродячих собак властями городов — например, в Донецке и Донецкой области. Также препарат используют догхантеры для борьбы с безнадзорными собаками, применяя его вместе с противорвотным средством — метоклопрамидом.
Изониазид токсичен и для кошек — они погибают при получении большой[какой?] дозы препарата. Грызуны относительно устойчивы к токсическому действию изониазида.
Рекомендованное лечение животных при отравлении — комбинированный приём пиридоксина внутривенно в дозе, эквивалентной дозе принятого изониазида, и приём противосудорожных препаратов, например диазепама в дозе 1 мг/кг массы животного. Действие диазепама основано на усилении ГАМК-трансмиссии в ЦНС, что позволяет избежать дальнейших судорог и смерти.